# Yo Gabba Gabba!
Yo Gabba Gabba! é um programa educativo, exibido por vários canais no mundo todo. Neste programa, o DJ Lance Rock (Lance Robertson) traz em seu soundsystem seus 5 amigos, que num passe de mágica, tomam vida para divertir e ensinar as crianças. A série apresenta uma mistura de live-action com personagens fantasiados - Muno (o cíclope vermelho), Foofa (a flor rosa bolha), Brobee (semelhante a um alienígena verde), Toodee (o gato azul-dragão) e plex (o robô amarelo) - e muitos curtas animados e esquetes musicais.
Na sua primeira temporada, o show incluiu uma ampla variedade de convidados, incluindo Leslie Hall, The Shins, The Aggrolites, Cornelius, Biz Markie, Shiny Toy Guns, Supernova, Mark Mothersbaugh, Rahzel, The Postmarks, Sugarland, Tony Hawk, Baixo Laila Ali, Elijah Wood, Mya, Salteens e a banda do co-criador da série Jacobs, The Aquabats. Na segunda temporada bandas como Enon, The Clientele, My Chemical Romance, Joy Zipper, Of Montreal foram apresentados.
Entre as variadas  sequências animadas durante o show é incluida Super Martian Robot Girl, concebido pelos cartunistas Evan Dorkin e Sarah Dyer.
O show também incluiu o uso regular de recursos visuais e chiptunes reminiscentes de videogames e programas de TV antigos.